# Pedrabranca Futebol Clube
Il Pedrabranca Futebol Clube, noto anche come Pedrabranca e in precedenza come RS Futebol, è una società calcistica brasiliana con sede nella città di Alvorada, nello stato del Rio Grande do Sul.

## Storia
Il club è stato fondato il 1º gennaio 2001 come RS Futebol Clube. Il RS Futebol ha partecipato al Campeonato Brasileiro Série C nel 2003, dove è stato eliminato alla quinta fase dall'Ituano. Il RS Futebol Clube fu rinominato/rifondato come Pedrabranca Futebol Clube l'8 agosto 2008.